# 북악터널
북악터널(北岳터널)은 서울특별시 종로구 평창동(平倉洞)에서 성북구 정릉동(貞陵洞)을 잇는 길이 약 810M, 쌍굴형태로 조성된 정릉로의 왕복4차선의 터널이다. 서대문구 홍은동(弘恩洞) 지역, 종로구 부암동(付岩洞) 지역이 이 길로 왕래할 수 있게 되었다. 당초 1971년 8월 31일 준공시에 터널은 순차선너비 9.7m였지만 갓길 및 통행에 필요한 공간이 필요해 좌우 각각 1.2m가 넓게 조성되었다. 현재 너비 12.1m, 높이 6.25m이다.

## 역사
북악터널은 1970년 12월 31일 서울특별시조례 제650호에 의해 1971년 7월 1일부터 유료화하였다. 징수기간은 1971년 7월 1일부터 2007년 6월 30일까지 37년동안이었는데 당시 요금은 2륜차 30원, 3륜차와 승용차 60원, 버스와 화물트럭 100원이었다. 특수차는 120원까지 받았다.
1979년 8월 14일 서울특별시조례 제1348호에 의해 일부 변경되었는데 징수기간을 1994년 1월로 하고 요금도 2륜차, 3륜차는 50원, 승용차, 화물차, 버스는 100원, 특수차 200원으로 조정하였다. 1982년 7월 31일 서울특별시조례 제1664호에 의해 요금체계가 다시 조정하였는데 차종을 불문하고 100원으로 통일하였다. 1996년 10월 5일 서울특별시조례 제3340호에 의해 유료화를 폐지하였다.
1971년 8월 31일에 준공된 터널은, 1991년 12월 7일, 2차선의 터널 확장공사를 끝내고 개통하면서 4차선의 왕복 쌍굴터널이 되었다.
- 1971년 7월 1일 : 통행료 징수 개시
- 1975년 5월 1일 : 통행료 인상 및 변경[3]
- 1976년 7월 16일 : 통행료 인상 및 변경[4]

## 논란
북악터널내에 있는 제연시설(제트팬)이 2015년 5월초에 철거되었는데, 화재시 대피 및 소방시설 부족 지적이 일고있다.

## 같이 보기
- 종로구
- 구기터널
- 자하문터널